# Havstenssund nedre
Havstenssund nedre, ensfyr och sektorfyr för insegling mot Havstenssund från söder och norr. Den andra ensfyren är Havstenssund övre. Avståndet mellan fyrarna är cirka 1200 meter.
Havstenssund nedre, som uppfördes år 1890, är belägen på en avsats i berget på fastlandsidan av Sunnegapet, sundet mellan fastlandet och ön Hällsö. Via en nyanlagd spång kan man nå fyren till fots.